# Gymnomitrion uncrenulatum
Gymnomitrion uncrenulatum là một loài Rêu trong họ Gymnomitriaceae. Loài này được C. Gao & G.C. Zhang mô tả khoa học đầu tiên năm 1981.